# Aleksinac

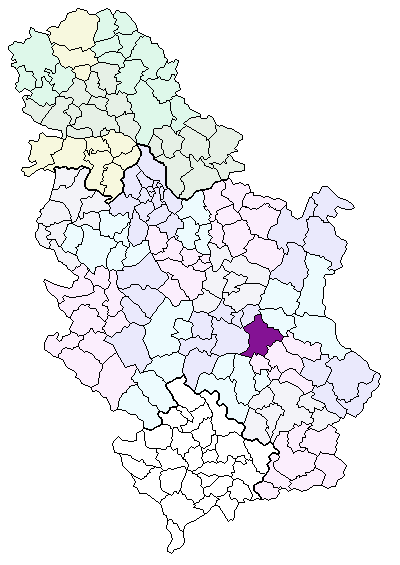
Aleksinac i Serbien

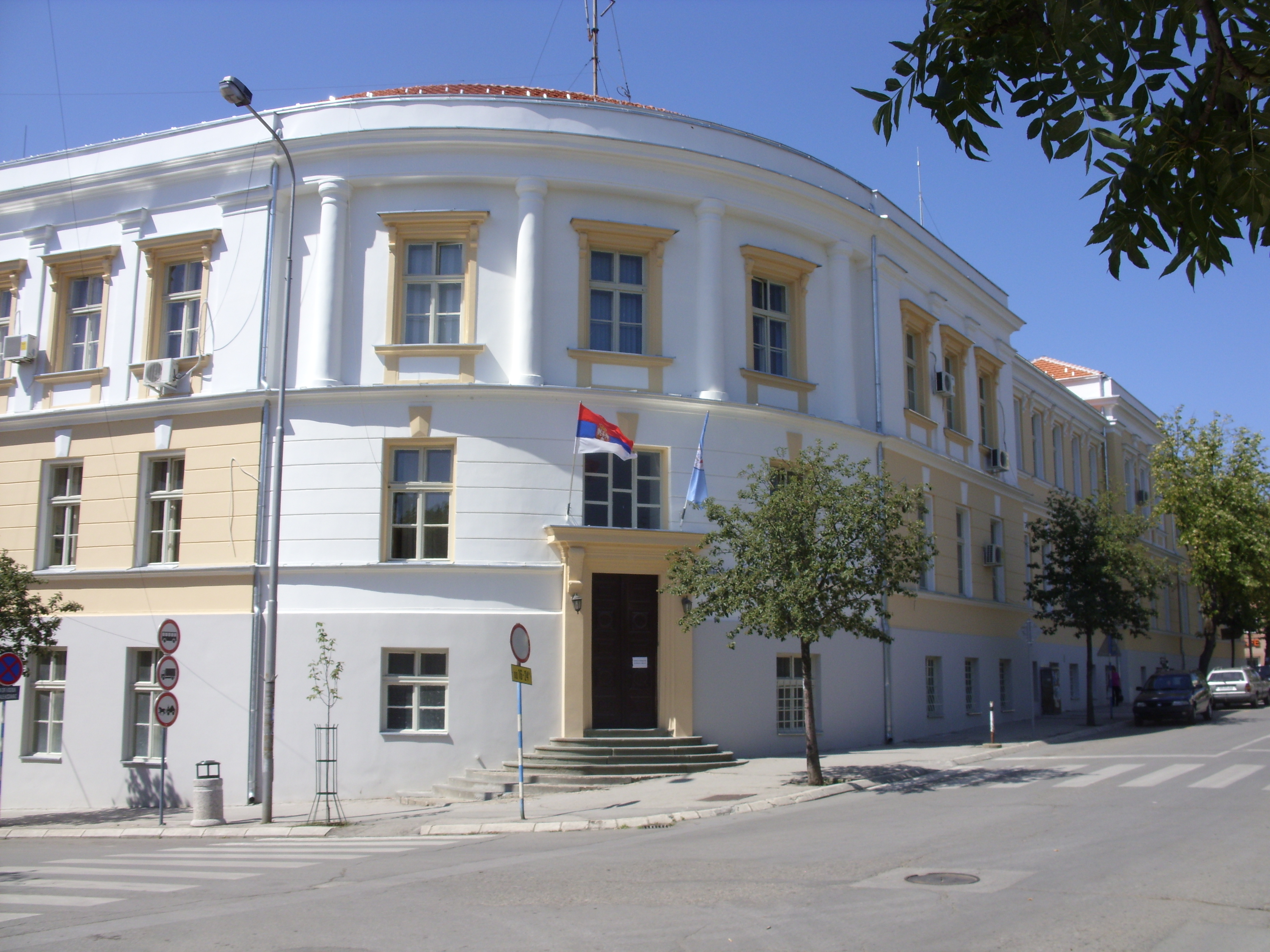
Stadsbild från Aleksinac

Aleksinac är en stad i Serbien belägen cirka 30 km nordväst om Niš. I staden bor cirka 14 000 personer; räknat med förorter har den cirka 43 000 invånare.
Aleksinac var en av de drabbade städerna för Natos bombanfall året 1999. Naturliga omgivningar är bergen Jastrebac, Ozren och Bukovik, floderna Södra Morava, Moravica och sjön Bovan. Namnet kommer från en rövare som kom från Aleksinac - Aleksa, en hjälte i slagen mot turkarna.